# Vlăduț Simionescu
Vlăduț George "Vlăd" Simionescu (ur. 30 kwietnia 1990) – rumuński judoka. Dwukrotny olimpijczyk. Zajął dziewiąte miejsce w Londynie 2012 i Tokio 2020. Walczył w wadze ciężkiej.
Uczestnik mistrzostw świata w 2010, 2011, 2014, 2017, 2019 i 2021. Startował w Pucharze Świata w latach 2009–2012, 2014, 2015, 2017 i 2022. Trzeci na uniwersjadzie w 2015, a także igrzyskach frankofońskich w 2015 roku.

## Letnie Igrzyska Olimpijskie 2012
| Konkurencja | Eliminacje                | Eliminacje             | Klas. końcowa |
| Konkurencja | Przeciwnik I              | Przeciwnik II          | Miejsce       |
| ----------- | ------------------------- | ---------------------- | ------------- |
| +100 kg     | Jurij Krakowiecki (KGZ) Z | Andreas Tölzer (GER) P | 9.            |

## Letnie Igrzyska Olimpijskie 2020
| Konkurencja | Eliminacje       | Eliminacje           | Klas. końcowa |
| Konkurencja | Przeciwnik I     | Przeciwnik II        | Miejsce       |
| ----------- | ---------------- | -------------------- | ------------- |
| +100 kg     | Ali Omar (LBA) Z | Jakiw Chammo (UKR) P | 9.            |